# めちゃこみ☆
『めちゃこみ☆』は、2011年10月3日から2014年3月31日まで文化放送超!A&G+で放送されていた簡易動画付きラジオ番組。パーソナリティは林沙織と田中真奈美。

## 番組概要
コミックマーケットや東京国際アニメフェアなどの"めちゃくちゃ混むことで知られる"イベントについて、パーソナリティの2人がリスナーとコミュニケーションをとりながら学んでいく、"めっちゃ文化放送のグッズを紹介する"番組。番組内では、イベント開催直前をオンシーズン、それ以外をオフシーズンと呼んでいる。

### 放送時間
隔週更新
- 2011年10月3日 - 2012年9月17日

月曜日 18:00 - 18:30（リピート放送: 月曜日 27:30 - 28:00）
- 2012年10月1日 - 2013年9月30日

月曜日 18:30 - 19:00（リピート放送: 月曜日 27:30 - 28:00、火曜日 7:30 - 8:00）
- 2013年10月14日 - 2013年12月30日

月曜日 18:30 - 19:00（リピート放送: 月曜日 26:00 - 26:30、火曜日 8:30 - 9:00）
- 2014年1月6日 - 2014年3月31日

月曜日 18:30 - 19:00（リピート放送: 火曜日 8:30 - 9:00）

### テーマソング
めちゃきみ☆ / 林沙織、田中真奈美（2012年1月9日 - ）

## コーナー
めちゃコミュニケーション
メールを通じてリスナーともっともっとコミュニケーションをとろうというふつおたコーナー。
こみちゃっとカウントダウン
オンシーズンに放送。各イベントの文化放送A&Gブースで販売される商品について紹介する。
オフシーズンユニット会議
オフシーズンに放送。林と田中のユニット「オフシーズン」が今後の活動について考えていくコーナー。
とりあえずコミケで6万円を稼ぐ計画を立てよう
A&Gグッズ開発を行うコーナー。略してとりたて。
即興・昔ばなし
タイトルをリスナーから募集し、そのタイトルにインスパイアされた絵を書いてお話を作っていくコーナー。
開運!お別れ対決
エンディング後にパーソナリティ2人が対決し、リスナーが勝者を予想する占いコーナー。予想が的中したリスナーは超ラッキー!

## 関連商品
CD
- めちゃきみ☆ / 林沙織、田中真奈美 - 「めちゃこみ☆」テーマソング